# Velarifictorus vicinus
Velarifictorus vicinus is een rechtvleugelig insect uit de familie krekels (Gryllidae). De wetenschappelijke naam van deze soort is voor het eerst geldig gepubliceerd in 1955 door Chopard.